# Prima (铁路机车)
“Prima”是法国阿尔斯通公司开发的电力机车和柴油机车产品系列，于1999年开始投入生产。截至2008年，阿尔斯通公司已经生产了超过1750台“Prima”系列机车，其中电力机车的主要使用国为法国、中国等，而柴油机车的用户包括法国、伊朗、斯里兰卡、以色列、美国、叙利亚、西班牙等。

## 发展历史

### 法國

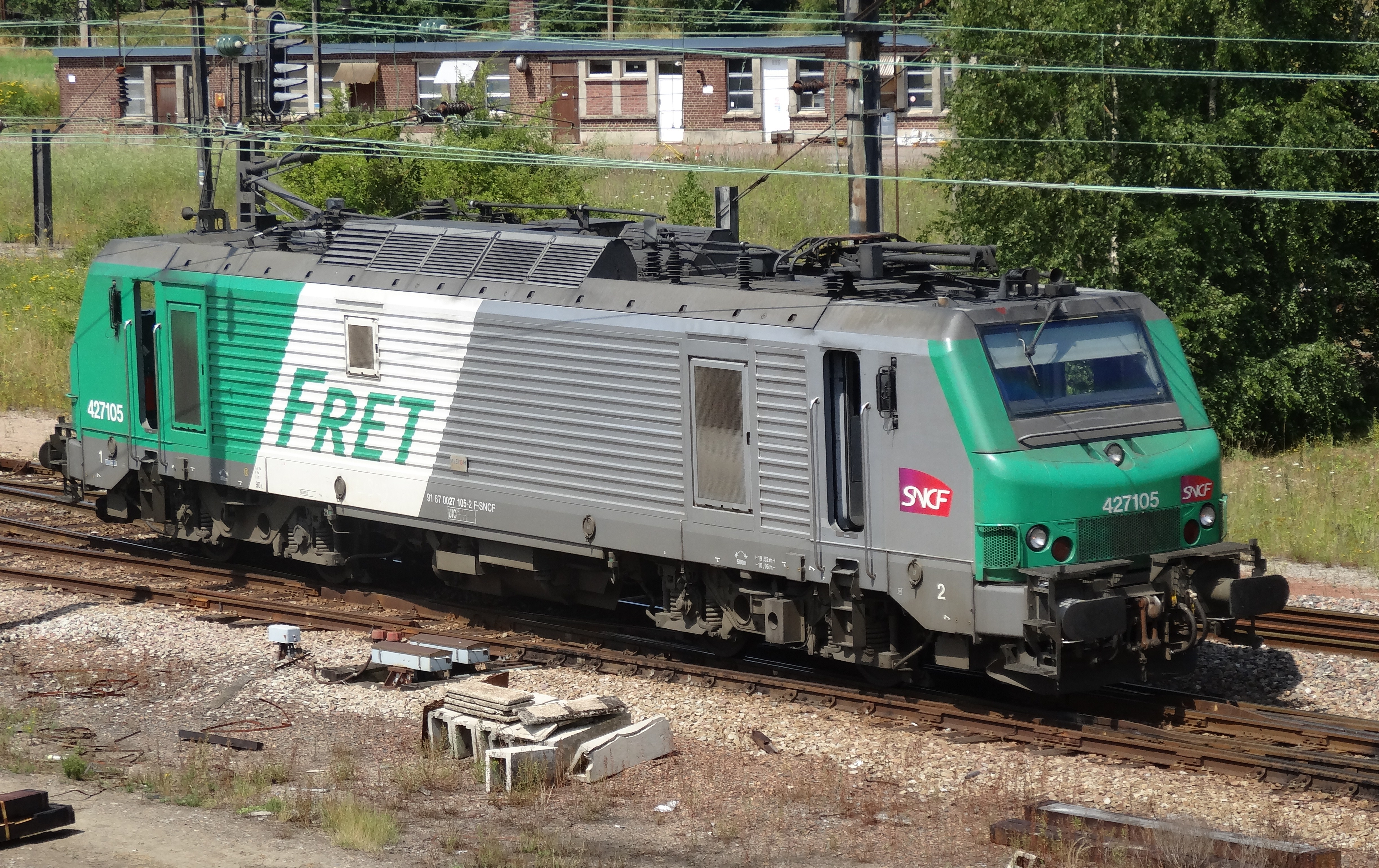
法国国铁BB 27000型电力机车

1990年代中期，为了适应欧洲铁路运输的快速发展，及适应欧盟成员国铁路改革对通用机车的需求，法国阿尔斯通公司为此开发了能满足客货跨境运输要求、采用模块化设计的“Prima”机车技术平台，其中包括了适用于1500伏直流电和25千伏50赫兹交流电气化铁路的“Prima 2U”双电流制电力机车，以及适用于1500伏直流电、25千伏50赫兹交流电和15千伏16⅔赫兹交流电气化铁路的“Prima 3U15”三电流制电力机车，两者功率均为4200千瓦，机车轴式为Bo-Bo，最高运行速度为140公里/小时。
1999年，法国国家铁路公司为更新铁路货运机车展开了全欧招标，最终阿尔斯通公司一举中标，获得了210台货运电力机车的采购合同，其中包括90台“Prima 2U”双电流制电力机车（BB 27000型电力机车）、30台“Prima 3U15”三电流制电力机车（BB 37000型电力机车），另外还包括90台“Prima 2U”机车的采购意向，法国国铁于2001年6月兑现了这笔意向合同。此后，阿尔斯通公司又开发了BB 27000型客运电力机车和BB 47000型四电流制通用电力机车。
2008年6月，阿尔斯通公司推出了第二代“Prima II”机车产品系列，並分為4T（四軸）、6T（六軸）及8T（八軸，固定重聯）三個型號。

### 中國
2004年，中國國鐵亦為大秦鐵路大功率交傳機車展開全球招標，並由阿爾斯通-大同電力機車中標，向國鐵及同車等廠商分別提供180輛貨運型Prima機車及其技術（當中0049-0180在中國製造），並與向西門子-株洲訂購的機車統一命名為DJ4型電力機車（當中Prima機車定為DJ4-3000型）。及後，此等機車改名為HXD2，是首款以固定重聯方式運作的Prima系列機車。及後，國鐵再在2006年訂購500輛屬Prima系列的HXD2B機車，並於2010年全部交付。由此，中國國鐵成為繼法國國鐵後，第二個Prima電力機車用家。
在上述機車交付後，大同電力機車以此為基礎，再生產了深度國產化的HXD2、HXD2C型（僅首批最後3輛車輛；其他採用龐巴迪運輸或東芝公司製牽引系統）等機車，並為神華集團及白俄羅斯鐵路生產了改用龐巴迪製牽引系統的同款機車。

## 产品系列

### 电力机车

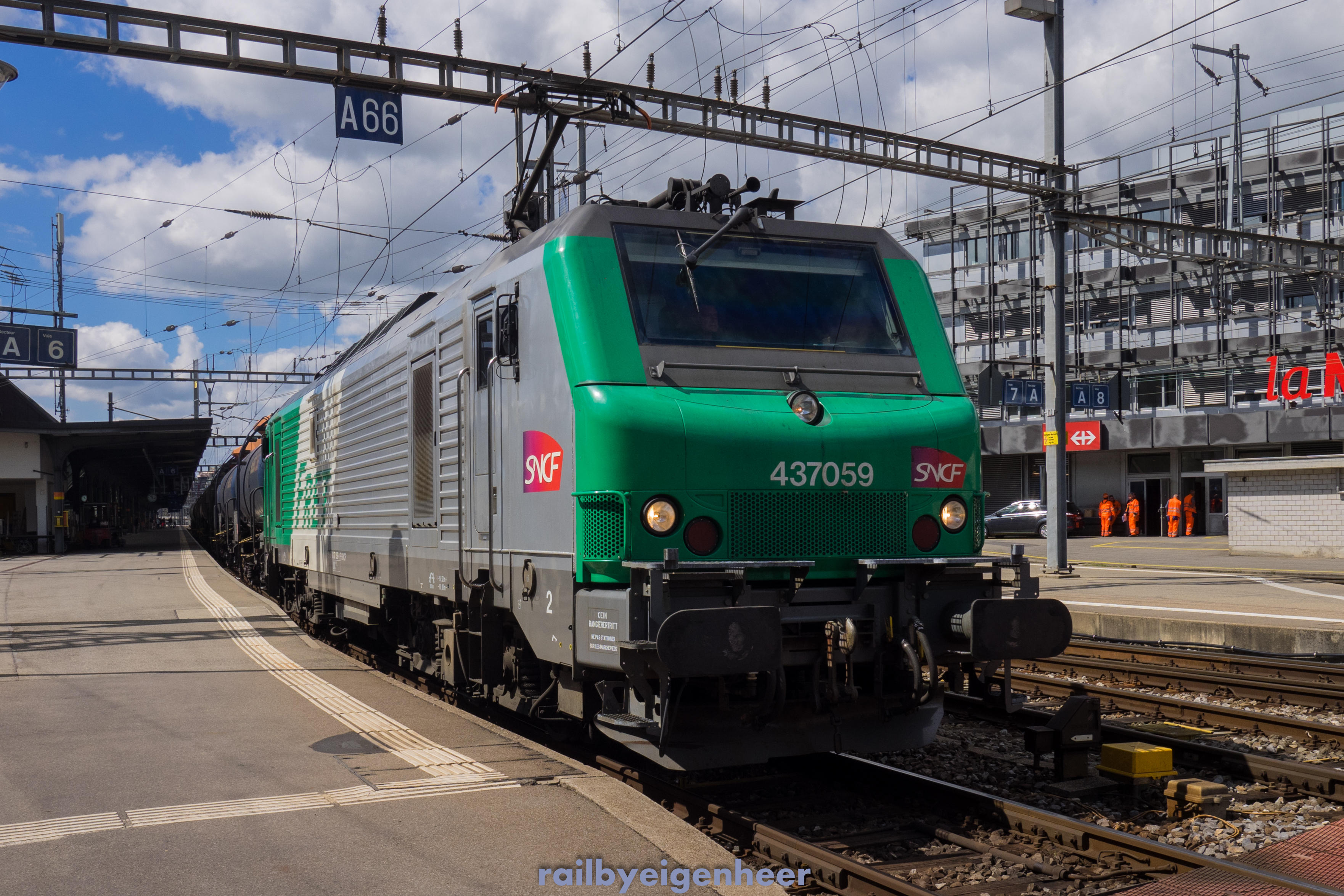
法国国铁BB 37000型电力机车

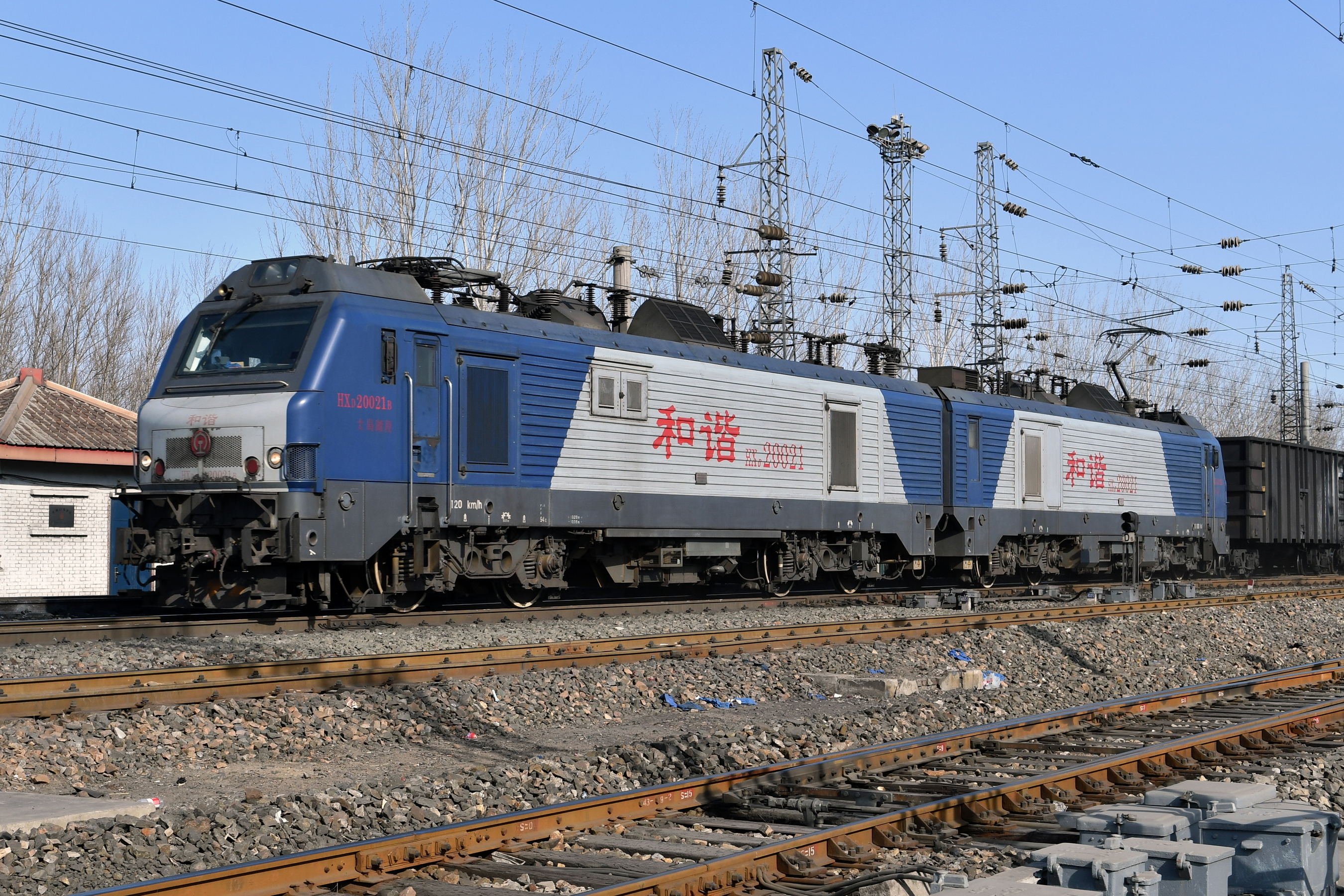
中國鐵路HXD2型電力機車

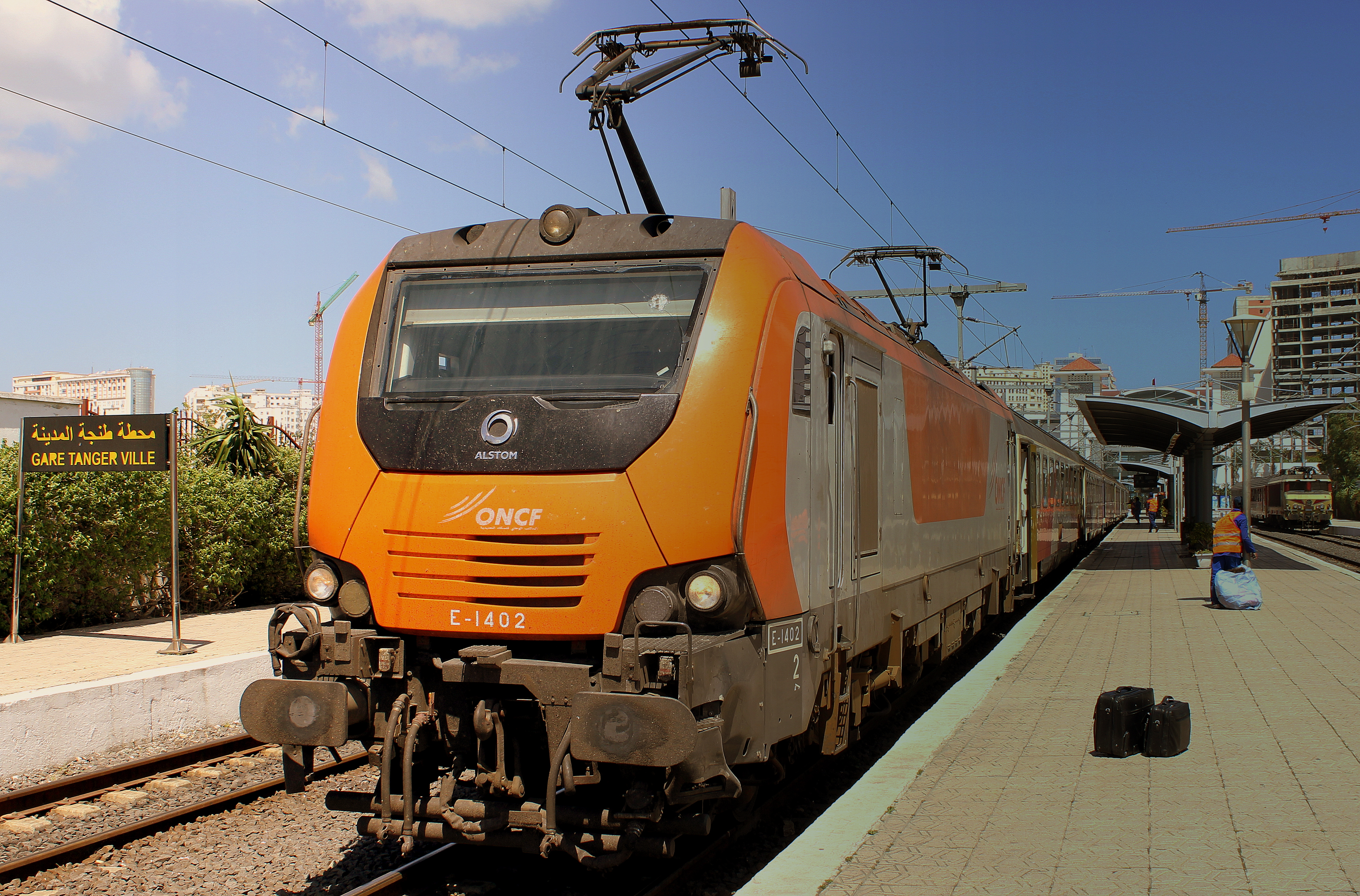
摩洛哥国家铁路E 1400型電力機車

#### 第一代
- 法国
  - BB 27000型电力机车
  - BB 27300型电力机车
  - BB 37000型电力机车
  - BB 47000型电力机车
- 中国
  - HXD2型电力机车
  - HXD2B型电力机车

#### 第二代
- 摩洛哥
  - E 1400型電力機車（法语：ONCF_E_1400）（四軸）
- 哈薩克
  - KZ8A型電力機車（八軸）
  - KZ4AT型電力機車（四軸）
- 阿塞拜疆
  - AZ8A型電力機車（俄语：AZ8A）（八軸）
  - AZ4A型電力機車（俄语：AZ4A）（四軸）
- 印度
  - WAG-12型電力機車（八軸）

### 柴油机车
- 法国

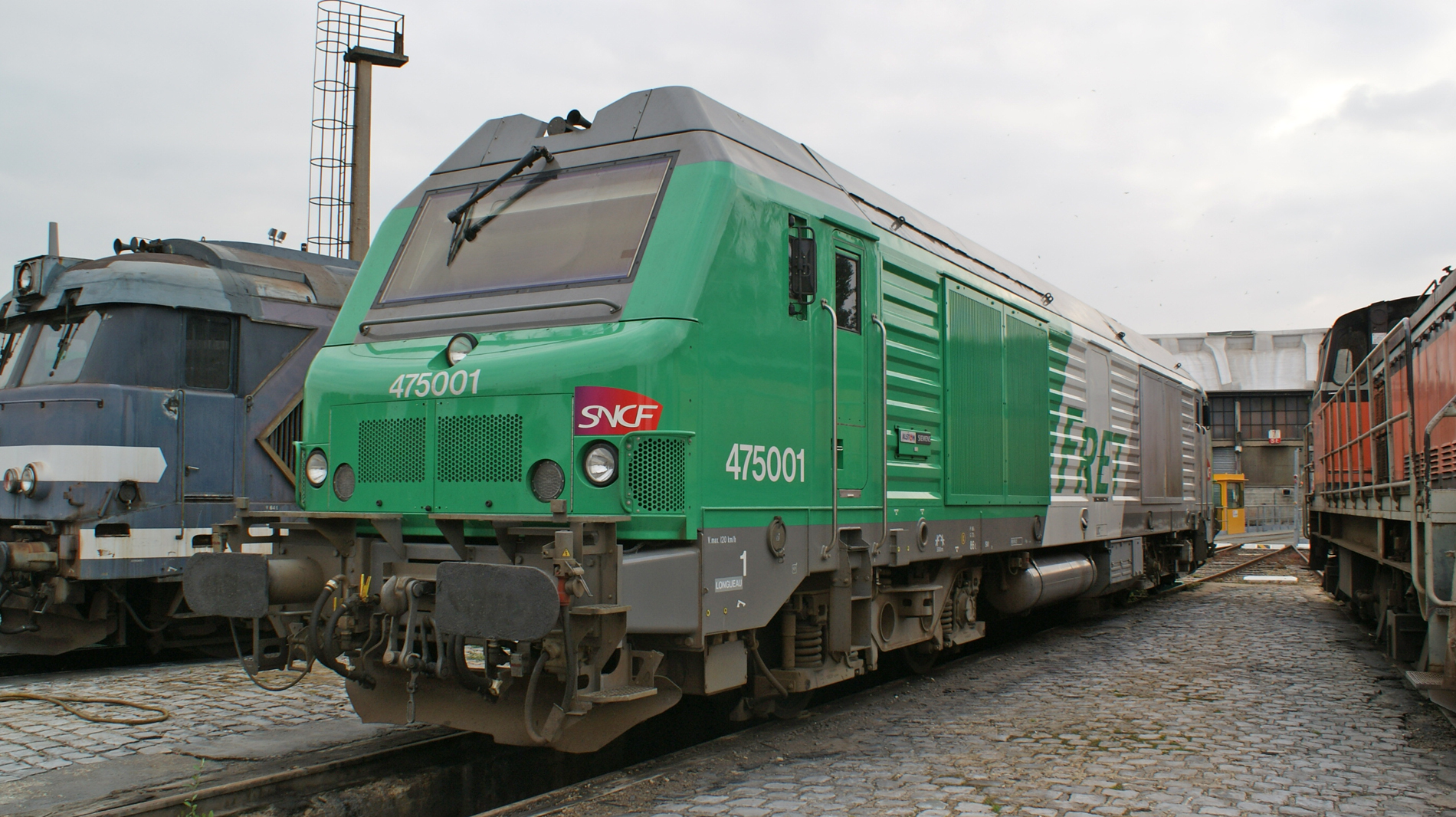
法国国铁BB 75000型柴油机车

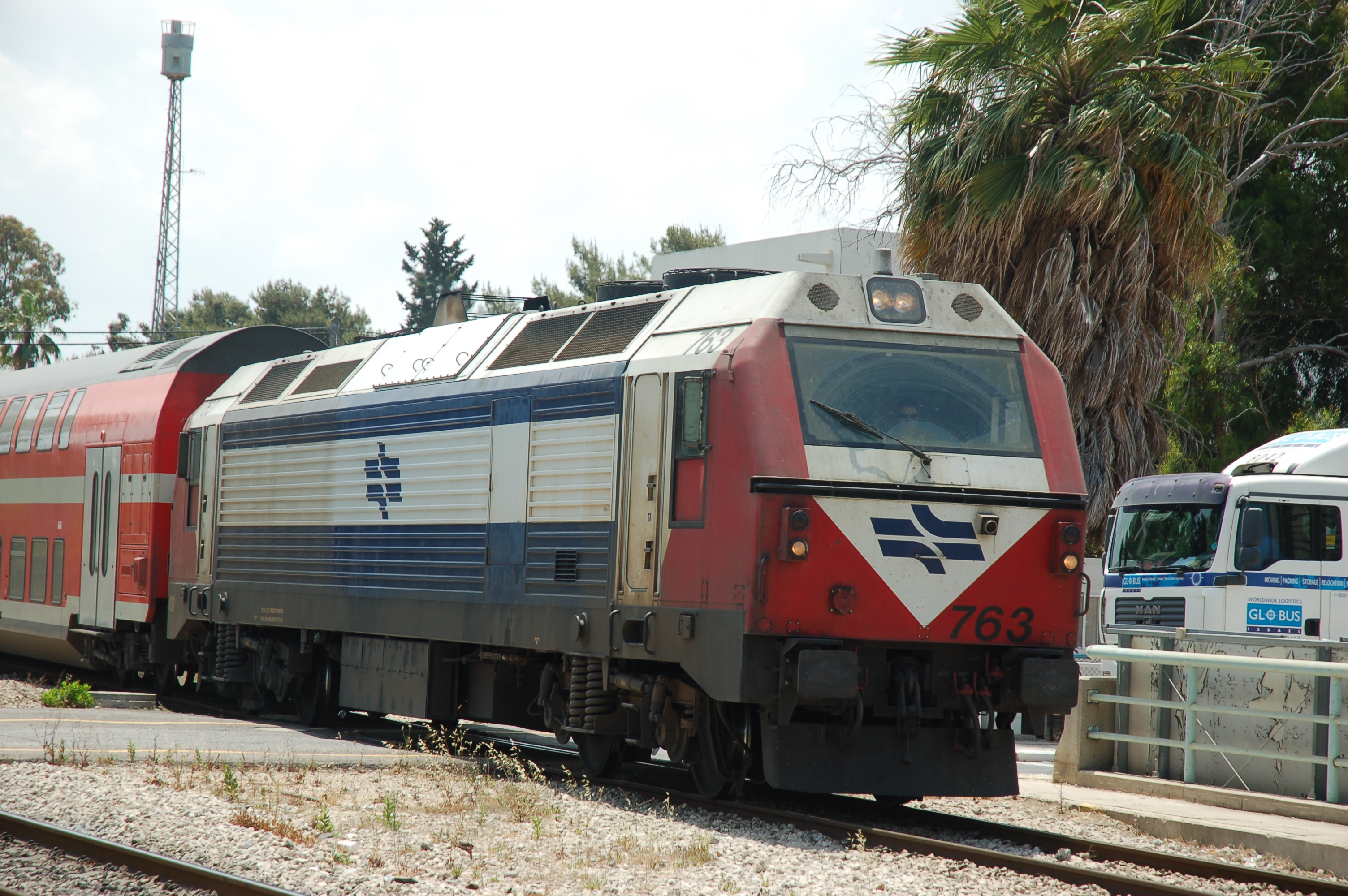
以色列铁路JT 42BW型柴油机车

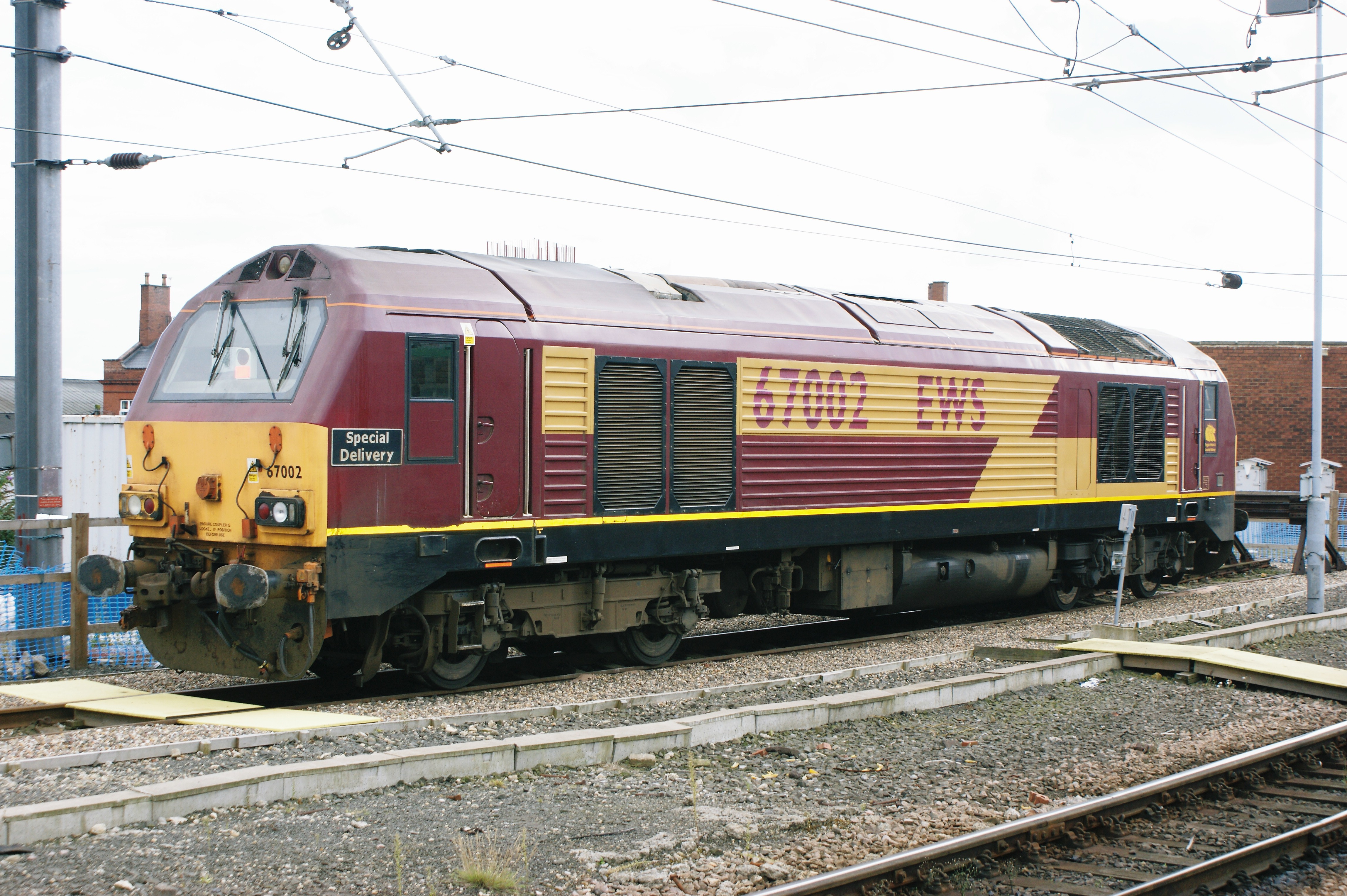
英国铁路67型柴油机车

  - BB 75000型柴油机车（法语：BB 75000）（裝配MTU製柴油機）
- 伊朗
  - AD43C型柴油机车（法语：AD43C）（裝配鲁斯顿製柴油機，下同）
- 叙利亚
  - DE 32 C AC型柴油机车（法语：DE 32 C AC）
- 斯里兰卡
  - 斯里兰卡铁路M9型柴油机车（英语：Sri Lanka Railways M9）
- 以色列
  - JT 42BW型柴油机车（法语：JT 42BW）（裝配易安迪製柴油機，下同）
  - JT 42CW型柴油机车（法语：JT 42CW）
- 美国
  - PL42AC型柴油机车（英语：Alstom PL42AC）
- 西班牙
  - 西班牙国铁333.3型柴油机车（法语：Renfe série 333.3）
  - 西班牙国铁333.4型柴油机车
- 英国
  - 英国铁路67型柴油机车